# Tribute to Tito Rodriguez
Tribute to Tito Rodriguez es el segundo álbum de estudio de la Fania All-Stars, y primer homenaje hecho por la misma orquesta, en honor al artista puertorriqueño Tito Rodriguez, fallecido en 1973.

## Antecedentes
La poca popularidad que causaron los álbumes Live in Japan 1976, y Salsa, por la repetitiva propuesta que generaban su popularidad de años pasados, llevaron a Jerry Masucci y Johnny Pacheco, gerentes de la disquera a crear el primer trabajo de estudio de Fania All-Stars, desde su creación, 9 años atrás. Aprovechando el 3.º Aniversario de la muerte de Tito Rodriguez, la orquesta quiso hacerle un homenaje, y creó un álbum tributo en su honor.

## Lista de canciones
Todas las canciones escritas y compuestas por diversos artistas como Palito Ortega, Tite Curet Alonso, etc. 
| Cara 1 |                                             |                     |          |  |
| N.º    | Título                                      | Vocalista principal | Duración |  |
| 1.     | «Inolvidable» (Bienvenido Julian Rodriguez) | Cheo Feliciano      | 2:58     |  |
| 2.     | «Lo mismo que a usted» (Palito Ortega)      | Chivirico Dávila    | 2:43     |  |
| 3.     | «Tiemblas» (Tite Curet Alonso)              | Bobby Cruz          | 4:31     |  |
| 4.     | «El agua de Belén»                          | Ismael Miranda      | 5:11     |  |
| 5.     | «Cara de Payaso»                            | Justo Betancourt    | 3:51     |  |
| 6.     | «Cuándo, Cuándo, Cuándo» (Alberto Testa)    | Héctor Lavoe        | 2:50     |  |
| 7.     | «Fue en Santiago» (Bobby Manrique)          | Ismael Quintana     | 2:12     |  |
| 8.     | «Los muchachos de Belén» (Adolfo O'Reilly)  | Rubén Blades        | 5:58     |  |
| 9.     | «Vuela la paloma» (Félix Reina)             | Fania All Stars     | 5:51     |  |
| 34:54  |                                             |                     |          |  |

- Datos: Q18416843